# James Blish
James Benjamin Blish (East Orange, 23 maggio 1921 – Henley-on-Thames, 30 luglio 1975) è stato uno scrittore di fantasy e fantascienza statunitense.
Scrisse inoltre recensioni di letteratura fantascientifica con lo pseudonimo di William Atheling Jr.

## Biografia

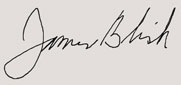
Firma dello scrittore

Studiò biologia all'università di Rutgers e alla Columbia University e trascorse gli anni fra il 1942 e il 1944 come tecnico medico dell'esercito statunitense. Dopo la guerra divenne l'editor scientifico della compagnia farmaceutica Pfizer. Il suo primo racconto fu pubblicato nel 1940, e la sua carriera di scrittore evolse a tal punto che diventò scrittore a tempo pieno. Fu amico di Isaac Asimov e Philip K. Dick.
Blish visse a Milford, Pennsylvania ma nel 1968 emigrò in Inghilterra, ad Oxford; vi morì di cancro nel 1975.

## Opere

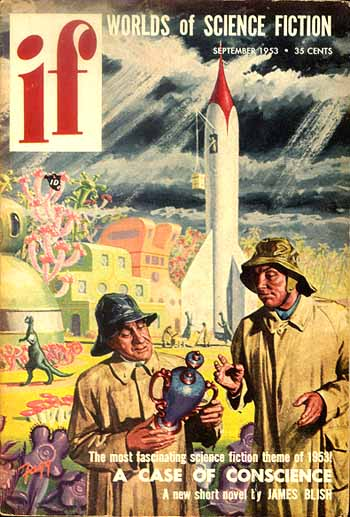
Copertina della rivista If (settembre 1953), che pubblicò la prima parte del romanzo di James Blish Guerra al grande nulla (A Case of Conscience)

### Le città volanti
- Ed essi avranno le stelle (They Shall Have Stars, 1957; pubblicato anche con il titolo Year 2018!)
- Una vita per le stelle (A Life for the Stars, 1962)
- Il ritorno dall'infinito (Earthman Come Home, 1955), G. P. Putnam's Sons, New York,
- Il trionfo del tempo (A Clash of Cymbals; negli USA pubblicato come The Triumph of Time, 1959)

Tutti i romanzi sono stati editati con il titolo Le città volanti nel gennaio 2020 come:
 Le città volanti, collana Urania Jumbo, n. 9, Arnoldo Mondadori Editore, 2020.

### Dopo siffatta conoscenza
- Guerra al grande nulla (A Case of Conscience; prima parte pubblicata nella rivista If, 1953, mentre la versione completa fu pubblicata nel 1958); Premio Hugo 1959
- Doctor Mirabilis (1964)
- Pasqua nera (Black Easter o Faust Aleph-null; in episodi come Faust aleph-null sulla rivista If, 1970)
- L'apocalisse e dopo (The Day After Judgment; pubblicato su Galaxy magazine nel 1970, come libro nel 1972)

### Altre opere
- Mondi invisibili (altro titolo: L'asso di coppe; Jack of Eagles, 1952)
- Il seme tra le stelle (The Seedling Stars, 1957)
- Fallen Star (1957) Apparso su International Geophysical Year del 1958, parla della storia di una disastrosa spedizione polare, partita alla ricerca di un meteorite contenente tracce fossili di forme di vita.
- Var, l'alieno (VOR, 1958)
- L'uomo duplicato (The Duplicated Man, 1959)
- I figli dell'universo (The Star Dwellers, 1961)
- I tetraploidi (Titans' Daughter; anche Beanstalk, 1961)
- The Night Shapes (1962)
- Mission to the Heart Stars (1965)
- Welcome to Mars! (1967)
- A Torrent of Faces (1967, con Norman L. Knight)
- Lascia questo cielo (Get Out Of My Sky, 1969)
- Midsummer Century (1972)
- The Quincunx of Time (1973)
- Le mappe del cielo (And All the Stars a Stage, 1971)
- Star Trek 1-12 (come curatore)[1] (1967-1975) racconti basati sugli episodi narrati nella serie tv Star Trek.
- Spock deve morire! (Spock Must Die!, 1970), un romanzo originale per la serie di Star Trek, il primo che sia stato pubblicato.

### Filmografia
- Dal romanzo horror There Shall Be No Darkness, scritto nel 1950, è stato tratto nel 1974 il film La notte del licantropo (The Beast Must Die). La trama del romanzo di Blish è simile a Dieci piccoli indiani, di Agatha Christie, pubblicato nel 1946, con la differenza che nel romanzo di Blish l'assassino è un licantropo e il pubblico è invitato a indovinare chi sia, fra gli invitati.

## Premi e riconoscimenti
- 2002 Eletto alla Science Fiction Museum and Hall of Fame
- 1977 Istituzione del premio James Blish per la critica (primo vincitore: Brian Aldiss)
- 1976 Premio della British Science Fiction Association per la migliore fantascienza britannica
- 1970 Premio Nebula candidato per A Style in Treason come "miglior romanzo breve"
- 1970 Ospite d'onore, Eastercon britannica
- 1969 Premio Hugo candidato per We All Die Naked come "miglior romanzo breve"
- 1968 Premio Nebula candidato per Black Easter come "miglior romanzo"
- 1965 Premio Nebula candidato per The Shipwrecked Hotel come "miglior racconto" (con Norman L. Knight)
- 1960 Ospite d'onore, World Science Fiction Convention
- 1959 Premio Hugo per A Case of Conscience come "miglior romanzo"
- 1953/2004 Retro-Premio Nebula per Earthman Come Home come "miglior racconto"
- 1953/2004 Retro-Premio Nebula per A Case of Conscience come "miglior romanzo breve"
- 1950/2001 Retro-Premio Nebula candidato per Okie come "miglior racconto"